# Trigger the Bloodshed
Trigger the Bloodshed est un groupe britannique de death metal, originaire de Bath, en Angleterre. Actif entre 2006 et 2012, le groupe est composé du guitariste Rob Purnell, du chanteur Jonny Burgan, du bassiste Dave Purnell et du batteur Dan Wilding. Trigger the Bloodshed compte trois albums studio, et quelques tournées en Europe avec Suffocation, Cannibal Corpse et Meshuggah, entre autres.
Le groupe a été acclamé par la presse, notamment les magazines Kerrang!, Terrorizer et Metal Hammer, pour sa forme extrême et technique de death metal.

## Histoire
Trigger the Bloodshed est formé à Bath, au Royaume-Uni, en septembre 2006 par les guitaristes Rob Purnell et Martyn Evans. En 2007, le groupe est rejoint par le chanteur Charlie Holmes, le bassiste Jamie O'Rourke et le batteur Max Blunos ; et signe chez Rising Records après avoir payé une somme importante au label. Le premier album, Purgation, est sorti début 2008, et le groupe s'attire les louanges de la presse anglaise, en particulier des magazines Kerrang!, Terrorizer et Metal Hammer. À l'époque de cet album, le groupe achetait généralement sa place pour participer à de grandes tournées ou à des concerts, ce qui lui permettait de se faire connaître davantage. En juin, Trigger the Bloodshed joue au Download Festival. Holmes et O'Rourke quittent le groupe et sont remplacés par le chanteur Jonny Burgan et le bassiste Dave Purnell, frère cadet de Rob Purnell,. Holmes part former un nouveau groupe de punk hardcore mélodique, Heart in Hand.
Trigger the Bloodshed signe avec Metal Blade Records en juillet 2008 et Purgation sort aux États-Unis, au Canada, en Australie et au Japon. Le groupe assure la première partie des tournées de Suffocation, Meshuggah et Cryptopsy entre le milieu et la fin de l'année 2008, participe au Download Festival et commence à travailler sur son deuxième album, The Great Depression,. Après sa sortie en avril 2009, le groupe assure la première partie des tournées de Cannibal Corpse et Dying Fetus. En juillet 2009, Blunos s'est retiré du groupe.
Trigger the Bloodshed est contacté par le batteur Daniel Wilding, anciennement du groupe belge Aborted, qui rejoint le groupe plus tard. Le troisième album du groupe, intitulé Degenerate, est enregistré au début de l'année 2010. Après la sortie de l'album en mai 2010, le groupe se lance dans une tournée européenne en tête d'affiche de Degenerate,, et se produit au Download Festival 2010. En novembre, le groupe assure la première partie de la tournée européenne de Job for a Cowboy. L'EP Kingdom Come sort de manière indépendante en octobre 2011. Le groupe se sépare en 2012.

## Style musical et accueil
Kerrang! déclare que Trigger the Bloodshed « a toujours fait preuve d'un véritable talent pour mélanger la brutalité pure avec une musicalité techniquement impressionnante. » Selon Blabbermouth.net, « Trigger the Bloodshed a créé une des musiques les plus extrêmes du death metal, forgeant le nouveau avec la vieille école. »

## Discographie

### Albums studio
- 2008 : Purgation
- 2009 : The Great Depression
- 2010 : Degenerate

### EP
- 2011 : Kingdom Come